# Dodecacarbonilo de triosmio
El dodecacarbonilo de triosmio es un compuesto químico con la fórmula Os3(CO)12. Este grupo carbonilo metálico de color amarillo es un precursor importante de los compuestos de organoosmio. Muchos de los avances en la química de clústeres han surgido de estudios sobre derivados de Os3(CO)12 y su análogo más ligero Ru3(CO)12.

## Estructura y síntesis
El clúster tiene simetría D3h y consiste en un triángulo equilátero de átomos de Os, cada uno de los cuales lleva dos ligandos CO axiales y dos ecuatoriales. Cada uno de los tres centros de osmio tiene una estructura octaédrica con cuatro ligandos de CO y los otros dos átomos de osmio.
La distancia de enlace Os-Os es 2,88 Å (288 pm). El Ru3(CO)12 tiene la misma estructura, mientras que el Fe3(CO)12 es diferente, con dos ligandos CO puente que dan como resultado simetría C2v. En solución, el Os
3(CO)
12 es fluxional como lo indican las mediciones de RMN de 13C. La barrera se estima en 70 kJ/mol.
El Os3(CO)12 se prepara mediante la reacción directa de OsO4 con monóxido de carbono a 175 °C a altas presiones:
3 OsO4 + 24 CO → Os3(CO)12 + 12 CO2
El rendimiento es casi cuantitativo.

## Reacciones
Se han examinado muchas reacciones químicas del Os3(CO)12. Las reacciones directas de los ligandos con el clúster a menudo conducen a distribuciones de productos complejas. El Os3(CO)12 se convierte en derivados más lábiles como el Os3(CO)11(MeCN) y el Os3(CO)10(MeCN)2 utilizando Me3NO como agente descarbonilante:
Os
3(CO)
12  +  (CH
3)
3NO  +  CH
3CN → Os
3(CO)
11(CH
3CN) + CO
2  +  (CH
3)
3N
Os
3(CO)
11(CH
3CN)  +  (CH
3)
3NO  +  CH
3CN → Os
3(CO)
10(CH
3CN)
2 + CO
2  +  (CH
3)
3N
El Os3(CO)11(MeCN) reacciona con una variedad de ligandos incluso débilmente básicos para formar aductos.
Al purgar una solución de dodecacarbonilo de triosmio en octano hirviendo (o un disolvente inerte similar de punto de ebullición similar) con H2 se obtiene el dihidruro Os3H2(CO)10:
Os
3(CO)
12  +  H
2  → Os
3H
2(CO)
10  +  2 CO
El pentacarbonilo de osmio se obtiene tratando dodecacarbonilo de triosmio sólido con 200 atmósferas de monóxido de carbono a 280-290 °C.
Os
3(CO)
12  +  3 CO  → 3 Os(CO)
5